# Трипъл Кармелит
Трипъл Кармелит“ (на нидерландски: Tripel Karmeliet) е марка белгийска абатска бира, тип ейл, произведена и бутилирана в пивоварната „Brouwerij Bosteels“ в гр.Бьогенхаут, окръг Дендермонде, провинция Източна Фландрия, Северна Белгия.

## История
Tripel Karmeliet се произвежда от 1996 г. по автентична рецепта за бира от 1679 г., с произход от бившия кармелитски манастир в гр.Дендермонде. Създадена преди повече от 300 години, тази рецепта описва използването на три вида зърно в пивоварството: пшеница, овес и ечемик.
Името Tripel Karmeliet по този начин се свързва както с традицията на трите зърнени съставки, които се използват за производството ѝ, така и с бившето абатство на монасите кармелити.
През август 2008 г. бирата е отличена с наградата World's Best Ale на World Beer Awards 2008 г. 

## Характеристика
Tripel Karmeliet е светла бира с бронзово-златист цвят, лека хмелна горчивина, хармоничен плодов вкус на банан и ванилия и богат букет от аромати с нотки на ванилия, портокал и цитрусови плодове. Препоръчителна температура за сервиране 6 – 9 градуса С.